# Swan River (Western Australia)

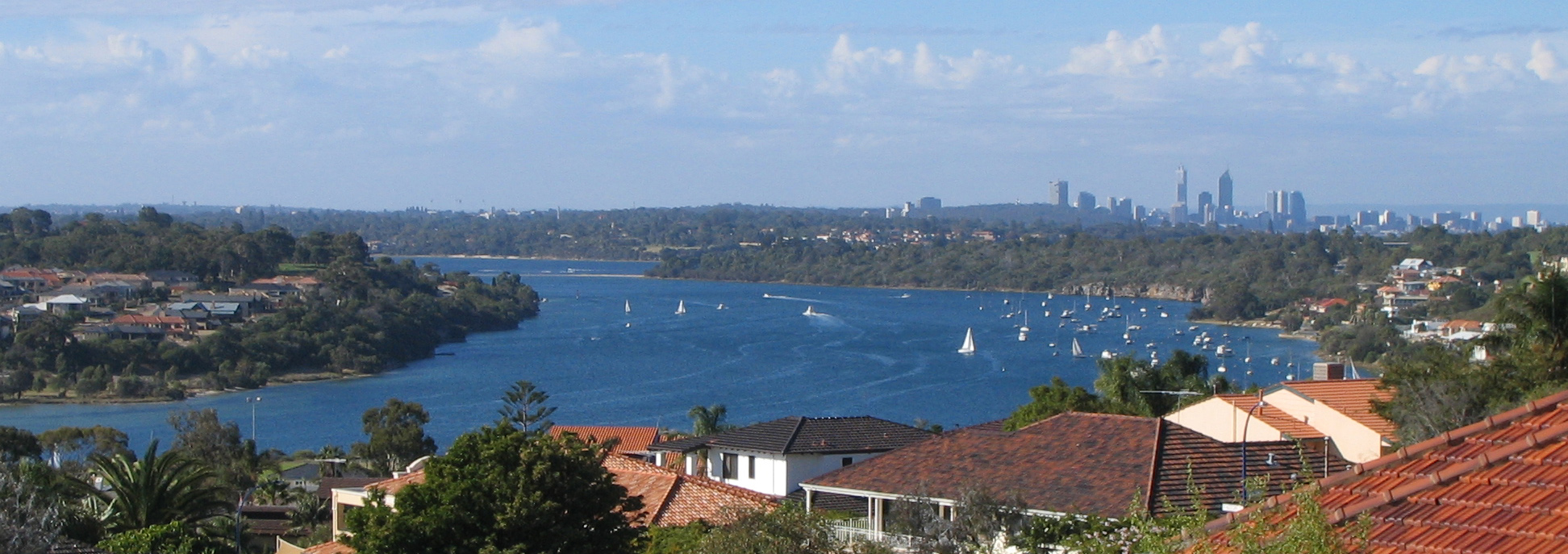
Utsikt över Swan River och Perth från East Fremantle.

Swan River är en flod i den australiska delstaten Western Australia. Vid flodens mynning ligger delstatens huvudort Perth och dess hamnstad Fremantle. Floden har fått sitt namn av de svarta svanar som lever i området.

## Historia
Området kring floden bosattes av aboriginer från noongarstammen för cirka 40 000 år sedan. Den första europén i området var troligtvis Frederick de Houtman, vars expedition med fartygen Dordrecht och Amsterdam siktade kusten den 19 juli 1619. Hans expedition gjorde dock inga försök att landstiga, utan seglade vidare norrut.
Den 28 april 1656 förliste det holländska fartyget Vergulde Draeck på väg till Batavia (nuvarande Jakarta) 107 kilometer norr om Swan River. En expedition bestående av de tre fartygen Waekende Boey, Elburg och Emeloort siktade bland annat ön Rottnest utanför flodmynningen 1658, men närmade sig inte fastlandet av rädsla för grund. Efter att ha seglat vidare norrut fann de Vergulde Draecks vrak, men inga överlevande.

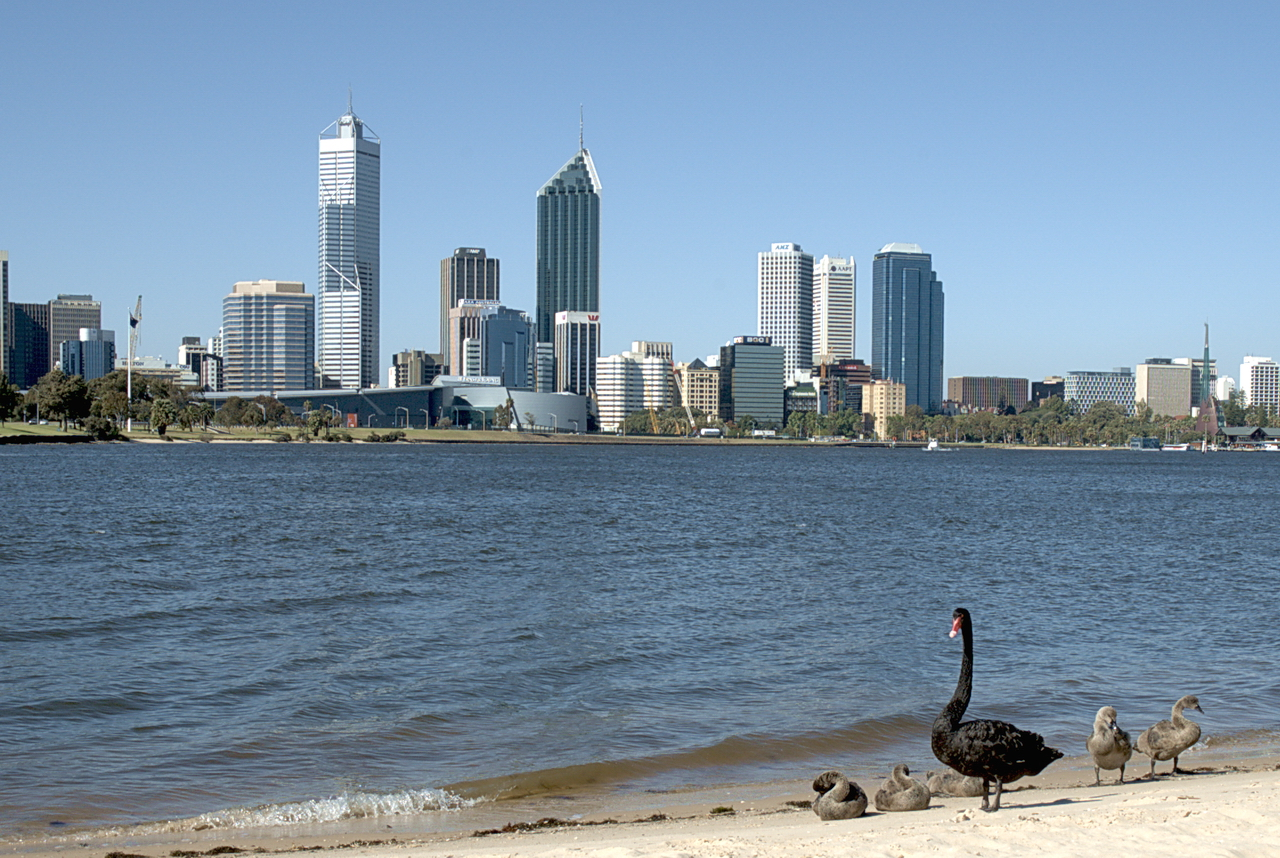
En svart svan med Perth på andra sidan floden.

Floden namngavs av den flamländske upptäcktsresanden Willem de Vlamingh, som i januari 1697 utforskade floden uppströms till det område där Perth nu ligger. Eftersom floden var för grund för expeditionens tre fartyg, Geelvink, Nyphtangh och Wezeltje, utforskade man floden med en slup, som dock också hade svårt att ta sig fram i det grunda vattnet.
I likhet med sina föregångare blev de Vlamingh inte särskilt imponerad av området, och det holländska intresset för området var därefter svalt. Inte heller efterföljande franska och engelska expeditioner visade något större intresse för kolonisering. Det var först i mars 1827 som James Stirling utforskade området delvis till fots, varpå han följande år återvände till England för att förorda grundandet av en ny koloni. Området togs så i besittning 1829 av Charles Fremantle och det som skulle bli staden Perth grundades av Stirling som en brittisk koloni med namnet Swan River Colony.